# مارک کلوژواری
مارک کلوژواری (انگلیسی: Mark Kolozsvary؛ زادهٔ ۴ سپتامبر ۱۹۹۵) بازیکن بیس‌بال اهل ایالات متحده آمریکا است.
وی در مسابقات کشوری و بین‌المللی در مجموع برندهٔ ۱ مدال نقره شده‌است.